# 아메리칸 히스토리 X
《아메리칸 히스토리 X》(American History X)는 미국에서 제작된 토니 케이 감독의 1998년 범죄, 스릴러, 드라마 영화이다. 에드워드 노튼 등이 주연으로 출연하였고 존 모리세이 등이 제작에 참여하였다.

## 출연

### 주연
- 에드워드 노튼
- 에드워드 펄롱

### 조연
- 페어루자 볼크
- 스테이시 키치
- 제니퍼 리언
- 엘리어트 굴드
- 윌리암 러스
- 에단 서플리

## 기타
- 공동제작: 존 헤스
- 공동제작: 데이비드 맥케나
- 미술: 존 게리 스틸
- 의상: 더글러스 홀
- 배역: 발레리 맥카프리

## 같이 보기
- 미국의 인종차별